# Климов, Алексей Андреевич
Алексей Андреевич Климов (1927 — 7 апреля 1992) — передовик советского сельского хозяйства, тракторист колхоза «Россия» Александровского района Ставропольского края, Герой Социалистического Труда (1966).

## Биография
Родился в 1924 году в селе Китаевское, ныне Новоселицкого района Ставропольского края, в русской крестьянской семье. 
После завершения обучения в седьмом классе сельской школы стал трудиться в местном колхозе до призыва в Красную Армию по мобилизации.
С 1943 года участник Великой Отечественной войны. На фронтах был дальномерщиком в составе 1883-го зенитно-артиллерийского полка. После демобилизации вернулся в родные края. Продолжил работать трактористом в колхозе Россия Александровского района.     
Ежегодно работая на тракторе перевыполнял поставленные задачи и планы. Являлся победителем социалистических соревнований и передовиком производства в районе и крае. 
Указом Президиума Верховного Совета СССР от 23 июня 1966 года за достижение высоких показателей в производстве продукции сельского хозяйства Алексею Андреевичу Климову было присвоено звание Героя Социалистического Труда с вручением ордена Ленина и медали «Серп и Молот».
Избирался депутатом Александровского районного Совета депутатов трудящихся. Был делегатом III Всесоюзного съезда колхозников. 
Проживал в родном селе. Умер 7 апреля 1992 года.

## Награды
За трудовые и боевые успехи был удостоен:
- золотая звезда «Серп и Молот» (23.06.1966)
- орден Ленина (23.06.1966)
- Орден Отечественной войны II степени (11.03.1985)
- другие медали.